# Lenaborg

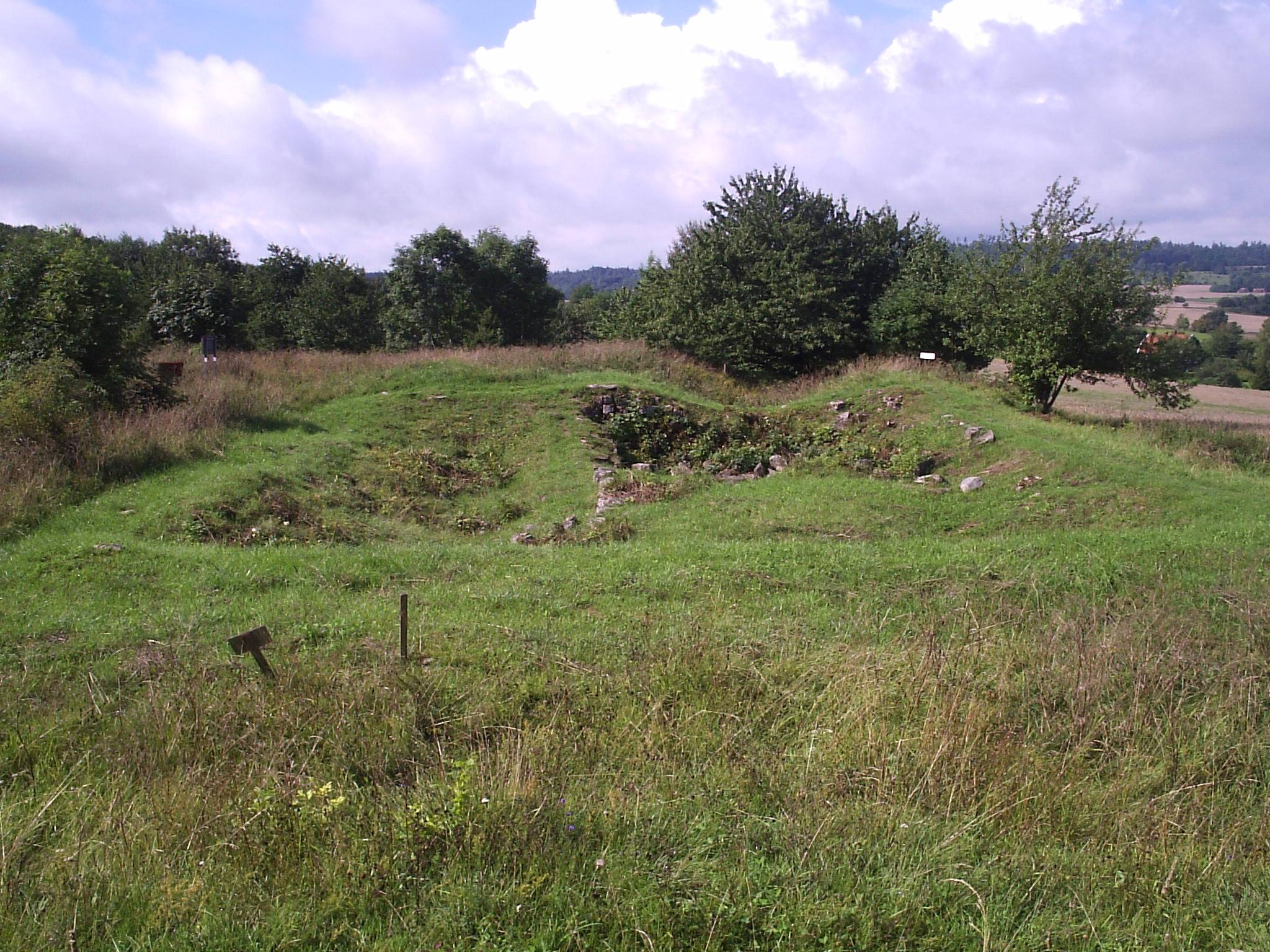
Borgen (33 x 15 meter), som uppfördes av Birger jarl, var ingen befästning, utan en högreståndsbostad, en naturstensmurad palatsbyggnad. Den var indelad i sju rum på nedre botten.

Lenaborg eller Lenahus är resterna av ett litet medeltida palats i Kungslena by i Kungslena socken i Västergötland. Det tillhörde samma byggnadskategori som Alsnöhus och  Bjälboättens palats i Vadstena. Lenaborg byggdes troligen i mitten av 1200-talet och revs i början av 1400-talet.
Platsen är väl vald på en sluttning ovanför Lena kyrka där två bäckar från höjden ovanför kunde fördämmas. Ett par jordvallar verkar ha mer med detta att göra än med några befästningar. Palatsets huvudbyggnad mätte 30 x 15 m. Källarvåningen har varit indelad i sex rum. En ruinkulle intill kan eventuellt dölja lämningar av ett torn.. Mindre arkeologiska undersökningar har gjorts under ledning av Ragnar Sigsjö.

## Ägare
Birger jarl är Lenas förste kände ägare, och mötte där år 1257 sin måg, kung Håkon den unge av Norge. Jarlen testamenterade senare borgen till sin son Bengt, som var biskop i Linköping. 1287 försökte biskopen testamentera Lenaborg vidare till Linköpings domkyrka, d.v.s. att palatset skulle övergå från privat till kyrklig ägo. Detta ledde dock till en tvist vilket kan innebära att palatset var kronogods (eller med en modern term, statlig egendom) och alltså egentligen inte något som Bengt kunde förfoga över som privatperson. Lenaborg kom i stället i marsken Tyrgils Knutsson ägo, kanske som säkerhet för ett lån. När lånet återlöstes lämnade dock Tyrgils i stället igen några gårdar på Visingsö och i Gränna, en ersättning som biskopsstolen inte var belåten med.
Av andra skäl greps Tyrgils i december 1305 på Lenaborg och fördes till Stockholm där han avrättades. Hertigarna Erik och Valdemar var sedan ägare fram till 1318, då palatset till sist övergick i Linköpings domkyrkas ägo som biskop Bengt avsett. Där förblev egendomen till 1527, när Gustav Vasa i samband med reformationen åter drog in det till kronan. Efter 1527 benämns egendomen Kungs-Lena. Den blev under andra hälften av 1500-talet ett friherrskap och kom sedermera i släkten Stenbocks ägo. Man bebodde dock inte längre 1200-talsbyggnaden.

## Se även

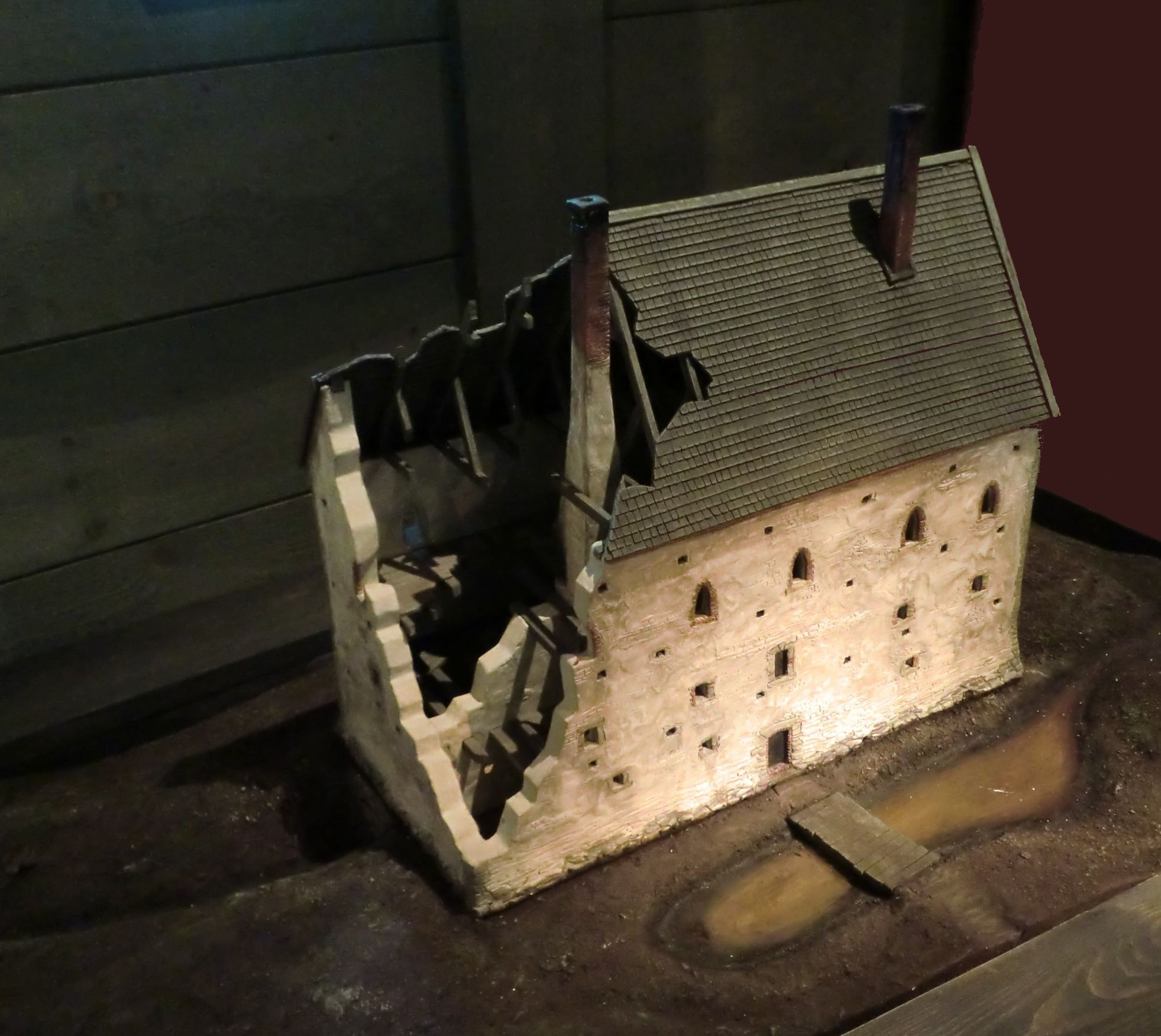
Modell av Lenaborg på Falbygdens Museum i Falköping.